# Nijldelta

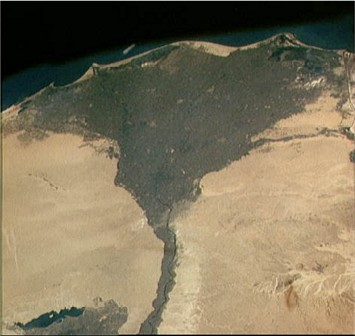
Foto: NASA

De Nijldelta (Arabisch: دلتا النيل) is de zeer grote monding van rivier de Nijl in het noorden van Egypte. De grond van de Nijldelta is zeer vruchtbaar en al meer dan vijfduizend jaar bewoond en rijk aan archeologische bezienswaardigheden van de oude Egyptische cultuur.

## Naamgeving
De Nijldelta wordt zo genoemd omdat het gebied de vorm heeft van een omgekeerde Griekse D (Δ).

## Beschrijving van het gebied
De westelijke hoofdaftakking van de Nijl, die in noordwestelijke richting in de Middellandse Zee uitkomt bij Rosetta, heet de Rosetta-aftakking. De oostelijke hoofdaftakking die in noordoostelijke richting in de Middellandse Zee uitkomt, heet de Damietta-aftakking. Deze mondt bij de plaats Damietta uit in de zee.
In het noorden van de Nijldelta ligt een aantal meren: in het noordwesten bij Alexandrië het Mayroet-meer en het Idkoe-meer, in het noorden het langgerekte Boeroelloes-meer, en in het noordoosten bij Damietta het Manzala-meer.
Aan de zuidpunt van de Nijldelta liggen Caïro en Gizeh. De Nijldelta is ongeveer 24.000 km² groot.

## Opgraving
In de Egyptische Nijldelta zijn in 2021 110 graftombes blootgelegd: 68 ovale tombes, daterend van 6000 tot 3150 v.Chr. en 37 rechthoekige tombes uit de periode 1782 tot 1570 v.Chr. De vijf overige ovaalvormige graven dateren uit ongeveer 3200 tot 3000 v.Chr.